# 佐佐木周
佐佐木周（Shu Sasaki，1991年2月12日—），日本足球運動員，司職前鋒，現時效力香港超級足球聯賽球隊冠忠南區。

## 早年生活
佐佐木周生於日本奈良市，於7歲時便在足球學校受訓，及後升讀關西大學，可是他在隊的上陣機會甚少，並在18歲時，以交換生身份遠赴英國劍橋大學修讀英語一年。

## 球員生涯

### 黑鎮斯巴達
畢業後，佐佐木周透過在澳洲居住的日籍經理人，安排到新南威爾士聯賽球會馬可尼神駒試訓，結果他與球會訓練約一周後，便因在首場賽事就有入球和助攻，而與球會簽約成職業球員，及後在2014年10月轉會到黑鎮斯巴達，並在加盟後第二季獲會方選為隊内最佳球員之一，可是黑鎮斯巴達在2016年球季，在22場聯賽中錄得4勝3和15負的成績，以第12名降班到第二級聯賽。

### 環球宿霧
回到日本後，佐佐木周參加一個試訓大會，結果他獲菲律賓國家聯賽球會環球宿霧給予合約，並即獲環球註冊他為亞洲外援出戰亞冠盃附加賽，期間，他協助環球於主場以2–0擊敗新加坡球會淡濱尼流浪，可是最終環球於第二圈不敵澳職球會布里斯班獅吼出局，而出局後他隨環球出戰亞協盃分組賽，並於2017年4月5日對柔佛DT的分組賽，取得其首個亞協盃賽事入球，協助環球以3–2勝出，最終他協助環球以小組首名晉身亞協盃區域四強賽，結果兩回合計以4–5不敵新加坡球會內政聯出局，

### 標準流浪
在半季後，佐佐木周在8場亞協盃賽事中打進3球，成為環球的首席射手，可是當時會方竟然選擇簽另一個球員取代他，又指他不在未來計畫當中，於是他在不獲尊重下選擇離隊，直至2018年2月，港超聯球會標準流浪透過經理人聯絡佐佐木周，並在2月25日對陽光元朗的聯賽，即獲正選機會首度為流浪上陣，結果流浪以1–2落敗，隨後他在3月4日作客R&F富力的聯賽，在35分鐘取得加盟後的首個入球，最終協助標準流浪以2–2賽和對手，結果流浪在4月22日主場不敵R&F富力後，宣佈保級失敗。

### 香港飛馬
2018年夏天，佐佐木周轉投港超聯球會香港飛馬。

### 冠忠南區
2020年5月，佐佐木周轉投港超聯球會冠忠南區。2022-23球季的菁英盃，他終於能夠協助球會贏得錦標。
2024年4月27日，冠忠南區於香港仔運動場迎戰理文，佐佐木周是仗為第100次為球隊上陣。

## 獎項
環球宿霧
- 菲律賓足球聯賽亞軍（2017年）

冠忠南區
- 香港菁英盃冠軍（2022–23, 2024–25）

## 外部連結
- 香港足球總會註冊球員資料（页面存档备份，存于）
- Shu Sasaki（页面存档备份，存于）
- Shu Sasaki（页面存档备份，存于）